# Euploea karimondjawensis
Euploea karimondjawensis är en fjärilsart som beskrevs av Van Eecke 1933. Euploea karimondjawensis ingår i släktet Euploea och familjen praktfjärilar. Inga underarter finns listade i Catalogue of Life.